# Timothy Cathalina
Timothy Cathalina (Willemstad, Curazao, Holanda, 24 de enero de 1985), futbolista curazaleño. Juega de defensa y su actual equipo es el SV Spakenburgo de los Países Bajos.

## Clubes
| Club            | País         | Año       |
| --------------- | ------------ | --------- |
| AGOVV Apeldoorn | Países Bajos | 2005-2009 |
| FC Emmen        | Países Bajos | 2009-2010 |
| Tranmere Rovers | Inglaterra   | 2010-2011 |
| SV Spakenburgo  | Países Bajos | 2011-     |